# Aktion kleiner Prinz
Die Aktion Kleiner Prinz, Internationale Hilfe für Kinder in Not e. V., ist ein gemeinnütziger Verein in Warendorf in Westfalen, der sich um Not leidende Kinder kümmert.

## Geschichte
Der Verein wurde 1993 von Warendorfer Bürgern, darunter mehrere Ärzte, angesichts der Situation von Flüchtlingskindern in den Jugoslawienkriegen gegründet und bekam seinen Namen nach der Figur des kleinen Prinzen von Antoine de Saint-Exupéry. Dessen Familie unterstützte die Aktion, indem sie den Verein autorisiert hat, den „Kleinen Prinzen“ im Namen und – in abgewandelter Form – im Logo zu führen.
Im Januar 2018 wurde Brigitte Weiler, Projektpartnerin des Vereins in Afghanistan und Mitarbeiterin eines vom Verein unterstützen Krankenhauses in Kabul, bei einem Terroranschlag der Taliban getötet.

## Verein
Der Verein hat 617 stimmberechtigte Mitglieder. Seit 2002 erhält der Verein jedes Jahr das DZI-Spendensiegel. und hat bisher Projekte in Bosnien-Herzegowina, Kroatien, Rumänien, Indien, Afghanistan, Mosambik, Zaire/DR Kongo, Namibia, Indonesien, Kosovo, Uganda, Pakistan und Haiti, aber auch innerhalb Deutschlands durchgeführt oder unterstützt, um ehemaligen Kindersoldaten, Flüchtlingskindern, (Kriegs-)Waisen und anderen Kindern in Not, z. B. nach Naturkatastrophen, zu helfen.
Seit 2009 findet jährlich ein Hoffnungslauf zur Finanzierung der Vereinszwecke statt.
Im Jahr 2017 betrugen die gesammelten Spenden über 1,2 Mio. Euro. Außerdem werden jährlich im Rahmen der Aktion „Ich schenk Dir meinen Stern“ tausende Weihnachtspakete nach Rumänien und Bosnien verschickt. RWE beteiligt sich seit 2012 jährlich mit einer Sammelaktion von Stofftieren für den Verein.